# Puig de la Comella
El Puig de la Comella és una muntanya de 842 metres que es troba al municipi d'Albanyà, a la comarca catalana de l'Alt Empordà.